# 아파카 문자

아파카 문자( Afaka sikifi)는 수리남의 크리올인 은쥬카어의 표기에 쓰이는 문자이다. 왼쪽에서 오른쪽으로 쓴다. '아파카'라는 이름은 문자를 창안해낸 사람인 아파카 우투미시의 이름에서 따온 것이다. 1910년에 첫 선을 보인 이 문자는 56개의 기호로 이루어진 음절 문자이다. 아파카 문자는 21세기에도 줄곧 쓰이고 있으나, 글을 읽을 수 있는 사람은 10% 정도이다. 크리올 가운데 독자적인 문자가 있는 것은 오로지 은쥬카어 뿐이다. 은쥬카어는 영어 바탕의 크리올이다.